# Rivière Saint-Denis (rivière Kamouraska)
Pour les articles homonymes, voir Saint-Denis et Rivière Saint-Denis.
La rivière Saint-Denis est affluent de la rive sud-est de la rivière Kamouraska, laquelle se déverse sur la rive sud du fleuve Saint-Laurent à deux km à l’est du centre du village de Kamouraska (municipalité).
La rivière Saint-Denis coule sur la Côte-du-Sud dans les municipalités de Saint-Gabriel-Lalemant, Mont-Carmel et Saint-Bruno-de-Kamouraska, dans la municipalité régionale de comté (MRC) de Kamouraska, dans la région administrative du Bas-Saint-Laurent, dans la province de Québec, au Canada.

## Géographie
Tirant sa source d'une zone de marais dans Saint-Gabriel-Lalemant, près de la limite de Mont-Carmel, ce cours d'eau coule généralement vers le nord-est. Cette source est située à 16,7 km à l'est du littoral sud du fleuve Saint-Laurent et à 9,4 km au sud-est du centre du village de Saint-Gabriel-de-Kamouraska. 
À partir de sa source, la rivière Saint-Denis coule sur 21,9 km en zone forestière et agricole, répartis selon les segments suivants :
- 2,8 km vers le nord dans Saint-Gabriel-Lalemant, jusqu'à la confluence du Bras de la Rivière Saint-Denis (venant du sud-est) ; ce bras d'une longueur de 4,0 km prend sa source au lac Davidson ;
- 3,2 km vers le nord, jusqu'à la limite sud de la municipalité de Mont-Carmel ;
- 2,8 km vers le nord-est dans Mont-Carmel en recueillant les eaux du ruisseau Anctil, jusqu'au pont de la route 287, soit entre les lieux-dits « Grand Bras » et « Bayonne » ;
- 3,5 km vers le nord-est, jusqu'à la limite de Saint-Bruno-de-Kamouraska ;
- 3,5 km vers le nord-est, jusqu'au pont de la route du Petit-Moulin qui traverse le village de Saint-Bruno-de-Kamouraska ;
- 4,8 km vers le nord-ouest en recueillant les eaux de la rivière de la Bouteillerie, du cours d'eau Pelletier, du cours d'eau Marcel-Dionne, du cours d'eau Tardif, du cours d'eau Labrie, du cours d'eau Ferré, jusqu'à la route du Petit-Moulin qu'elle retraverse ;
- 1,3 km vers l'ouest, en formant une courbe vers le sud, jusqu'à sa confluence.

Cette confluence est située à 5,3 km au sud du centre du village de Saint-Pascal, à 3,9 km au nord-ouest du centre du village de Saint-Bruno-de-Kamouraska et à 5,9 km au nord-est du centre du village de Mont-Carmel.

## Toponymie
Le toponyme « rivière Saint-Denis » est dérivé du nom de la municipalité de la paroisse de Saint-Denis-De La Bouteillerie située plus à l'ouest, sur le littoral sud du fleuve Saint-Laurent. L'affluent rivière de la Bouteillerie est aussi dérivé du nom de cette paroisse.
Sur la carte du canton de Woodbridge (1882), la rivière Saint-Denis est désignée rivière Plate, caractérisant son profil topographique comportant une faible dénivellation. Variante toponymique : rivière de Bayonne et Le Grand Bras.
Le toponyme « rivière Saint-Denis » a été officialisé le 5 décembre 1968 par la Commission de toponymie du Québec.